# Йоганн II (пфальцграф Зіммерну)
Йоганн II (нім. Johann II.; 21 березня 1492 — 18 травня 1557) — 4-й пфальцграф Зіммерну в 1509–1557 роках. Сприяв культурному піднесенню держави.

## Життєпис
Походив з Рейнських Віттельсбахів, Зіммернської гілки. Син Йоганна I, пфальцграфа Зіммерну, та Йоганни Нассау-Саарбрюкенської. Народився 1492 року в Зіммерні. Здобув гарну освіту, при цьому більше вивчав науки, ніж лицарську справу. В природничих науках, а також в політичній науці та праві Йоганн вважався провідним принцом свого часу.
У 1508 році одружився з представницею Баденського дому. 1509 року після смерті батька стає новим пфальцграфом Зіммернським. 1514 року заснував латинську школу.
У 1519 році імператор Карл V Габсбург призначив Йоганна II головою Імперської судової палати, що розташовувалася в Шпейєрі. 1523 року призначено штатгальтером імперського уряду.
Перетворив Зіммерн на один із центрів гуманізму в південно-західній Німеччині. У 1530 році фундував друкарню в замку Зіммерн. Сам активно займався випуском книг. 1535 році помирає його дружина. 1541 року Дізібоденберзьким договором з Людвігом V, курфюрстом Пфальцу, його братом Фрідріхом та Рупрехтом Пфальц-Фелденцьким (регентом Вофганга, пфальцграфа Цвайбрюкену) отримав право для свого сина Фрідріха на трон пфальцького курфюрства. Натомість Цвайбрюкену повинна дістатися частка Пфальцу.
1553 року уклав з Фрідріхом II, курфюрстом Пфальцу, Гайдельберзький договір, за яким підтверджувалися права сина Фрідріху, натомість Вольфганг Цвайбрюкенський повинен був отримати герцогство пфальц-Нойбург. 1554 року одружився вдруге. 1555 році скасував кріпосне право. Помер 1557 року. Йому спадкував син Фрідріх II.

## Творчість
Пфальцграф творчо переробив римовані хроніки з історії роду, перевів і видав низку французьких придворних романів, виготовив близько сотні гравюр. Вів активне листування з тогочасними гуманістами Ульріхом фон Гутгеном й Себастьяном Мюнстером.

## Родина
1. Дружина — Беатрікс, донька Крістофа I, маркграфа Баденського.
Діти:
- Катерина (1510—1572), абатиса в Кюмбдхені
- Йоганна (1512—1581), абатиса в Боппарді
- Оттілія (1513—1553), черниця в Боппарді
- Фрідріх (1515—1576), курфюрст Пфальцу
- Бригіта (1516—1562), абатиса в Нойбурзі-ан-дер-Донау
- Георг (1518—1569), пфальцграф Зіммерн-Шпонгайма
- Єлизавета (1520—1564), дружина Георга II Лаутербаського
- Ріхард (1521—1598), пфальцграф Зіммерн-Шпонгайма
- Марія (1524—1576), черниця в Боппарді
- Вільгельм (1526—1527)
- Сабіна (1528—1578), дружина графа Ламораль Егмонта
- Гелена (1532—1579), дружина графа Філіпа III Ганау-Мюнценберга

2. Дружина — Марія Якобіна, донька графа Людвіга XV фон Етінген.
Дітей не було.